# Extraliga (Tschechien, Schach)
Die Extraliga ist die höchste Spielklasse im tschechischen Mannschaftsschach. Dieser gehören 12 Mannschaften an; gespielt wird an 8 Brettern.

## Organisationsform
Die 12 teilnehmenden Mannschaften spielen ein einfaches Rundenturnier, über die Endplatzierung entscheidet zunächst die Anzahl der Mannschaftspunkte (drei Punkte für einen Sieg, ein Punkt für ein Unentschieden, kein Punkt für eine Niederlage), anschließend die Anzahl der Brettpunkte (ein Punkt für eine Gewinnpartie, ein halber Punkt für eine Remispartie, kein Punkt für eine Verlustpartie). Die beiden Letzten steigen in die 1. Liga ab und werden durch die Sieger der Staffeln západ (West) und východ (Ost) der 1. Liga ersetzt.
Die Bedenkzeit beträgt 90 Minuten für die ersten 40 Züge und 30 Minuten bis zum Partieende; ab dem ersten Zug erhält jeder Spieler zudem eine Zeitgutschrift von 30 Sekunden pro Zug bis zum Ende der Partie.

## Geschichte
Die Extraliga wurde nach der Auflösung der Tschechoslowakei zur Saison 1992/93 eingeführt. Bei Gründung gehörten der Extraliga 10 Mannschaften an, zur Saison 1995/96 wurde die Extraliga auf 12 Mannschaften erweitert.

## Sieger der Extraliga
- 1993: TJ Bohemians Prag
- 1994: TJ Bohemians Prag
- 1995: ŠK Lokomotiva MONING Brno
- 1996: ŠK Dům armády Prag
- 1997: ŠK Dům armády Prag
- 1998: A64 MILO Olomouc
- 1999: ŠK Dům armády Prag
- 2000: ŠK Infinity Pardubice
- 2001: ŠK DP Holdia Prag
- 2002: ŠK Hagemann Opava
- 2003: TJ TŽ Třinec
- 2004: ŠK Hagemann Opava
- 2005: ŠK Bauset Pardubice
- 2006: ŠK Bauset Pardubice
- 2007: RC Sport Pardubice
- 2008: 1. Novoborský ŠK
- 2009: ŠK Mahrla Prag
- 2010: 1. Novoborský ŠK
- 2011: 1. Novoborský ŠK
- 2012: 1. Novoborský ŠK
- 2013: 1. Novoborský ŠK
- 2014: 1. Novoborský ŠK
- 2015: 1. Novoborský ŠK
- 2016: 1. Novoborský ŠK
- 2017: 1. Novoborský ŠK
- 2018: 1. Novoborský ŠK
- 2019: Výstaviště Lysá nad Labem
- 2020: abgebrochen aufgrund der COVID-19-Pandemie
- 2021: keine Austragung aufgrund der COVID-19-Pandemie
- 2022: 1. Novoborský ŠK
- 2023: 1. Novoborský ŠK
- 2024: 1. Novoborský ŠK
- 2025: 1. Novoborský ŠK